# هاوارد تیت
هاوارد تیت (انگلیسی: Howard Tate؛ ۱۳ اوت ۱۹۳۹ – ۲ دسامبر ۲۰۱۱) یک موسیقی‌دان اهل ایالات متحده آمریکا بود. وی بین سال‌های ۱۹۶۲ تا ۲۰۱۱ میلادی فعالیت می‌کرد.